# شون دونوفان
شون دونوفان (بالإنجليزية: Shaun Donovan)‏ (ولد في 24 يناير 1966)  هو مسؤول حكومي أمريكي وأخصائي إسكان عمل مديرا لمكتب الإدارة والميزانية من 2014 إلى 2017. كان دونوفان قبلها وزير الإسكان والتنمية الحضرية من عام 2009 إلى 2014. وترأس قبل ذلك إدارة مدينة نيويورك للحفاظ على الإسكان والتنمية. في 13 ديسمبر 2008، أعلن الرئيس المنتخب باراك أوباما في خطابه الإذاعي الوطني الأسبوعي أنه سيعين دونوفان في حكومته.  تم التصديق على تعيينه من قبل مجلس الشيوخ الأمريكي من خلال الموافقة بالإجماع في 22 يناير 2009 وأدى اليمين في 26 يناير.  في 28 يوليو 2014 خلفه في المنصب جوليان كاسترو، عمدة سان أنطونيو السابق. وفي 10 يوليو 2014، تم تأكيد تعيينه ليكون المدير التالي لمكتب الإدارة والميزانية. وقد أقسم اليمين الدستورية أمام نائب الرئيس جو بايدن في 5 أغسطس 2014.

## التعليم
تعلم في جامعة هارفارد، وكلية كينيدي بجامعة هارفارد.